# 下湯口
下湯口（しもゆぐち）は、青森県弘前市の地名。郵便番号は036-8265。

## 地理
旧相馬村湯口に隣接し、岩木川沿い南側の地域。北は龍ノ口、東から東南にかけて悪戸、南から西は湯口に接する。

### 小字
小字として青柳・扇田・村元がある。

## 地名の由来
湯口に対して岩木川下流に位置することから。

## 世帯数と人口
2017年（平成29年）6月1日現在の世帯数と人口は以下の通りである。
| 大字               | 世帯数  | 人口  |
| ------------------ | ------- | ----- |
| 下湯口（小字全域） | 285世帯 | 800人 |

## 施設

### 工業
- 昭和石材興業

### 公共
- 下湯口農業研修会館

## 小・中学校の学区
市立小・中学校に通う場合、学区は以下の通りとなる。
| 大字   | 番地 | 小学校             | 中学校             |
| ------ | ---- | ------------------ | ------------------ |
| 下湯口 | 全域 | 弘前市立青柳小学校 | 弘前市立第四中学校 |

## 交通
- 弘南バス
  - 青柳、下湯口、神社前（弘前バスターミナル - 相馬・藍内・ロマントピア線）停留所。
  - 下湯口南口（弘前バスターミナル - 田代・川原平・大秋線）停留所。